# Kościół św. Jana Kantego w Żołyni

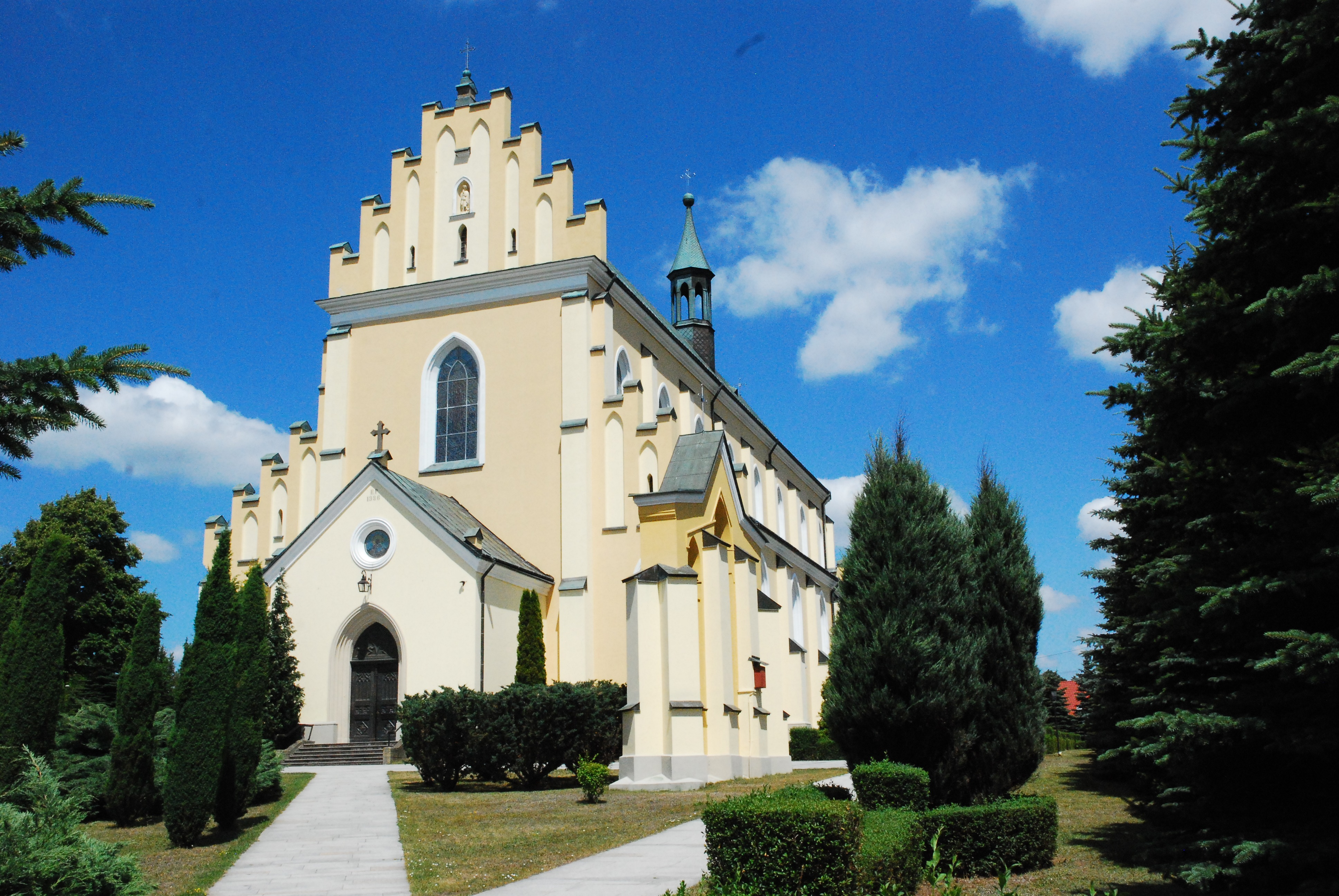
Kościół św. Jana Kantego w Żołyni.

Kościół świętego Jana Kantego – rzymskokatolicki kościół parafialny należący do dekanatu Żołynia archidiecezji przemyskiej.
Budowę kościoła została rozpoczęta w 1864 roku, częściowo z fundacji II ordynata
na Łańcucie Alfreda Potockiego, i zakończona została w 1884 roku. Projekt został opracowany przy współpracy z inżynierem Wysockim. Jest to budowla neogotycka, murowana, wzniesiona z cegły i otynkowana, trzynawowa, bazylikowa, opięta przyporami, fasada jest zaakcentowana schodkowym szczytem. Wnętrze nakryte jest sklepieniami gwiaździstymi. Polichromia ornamentalno-figuralna zaprojektowana przez Tadeusza Popiela została wykonana w 1914 roku przez: Jana Domańskiego, malarza ze Lwowa oraz Stanisława Dębickiego i Antoniego Trojnara. Witraże zaprojektowane przez Tadeusza Popiela zostały wykonane w Zakładzie Witraży Stanisława Gabriela Żeleńskiego w Krakowie. Ołtarz główny został wykonany w 1899 roku, w stylu neogotyckim, został zaprojektowany przez Tadeusza Wacława Munnicha ze Lwowa i zrealizowany przez Ferdynanda Majerskiego z Przemyśla, dwa ołtarze boczne w stylu neogotyckim zostały wykonane przez Antoniego Rarogiewicza z Przeworska, ołtarze w nawach bocznych, w stylu neorenesansowym zostały wykonane przez Szczepana Gorczyńskiego z Kańczugi, natomiast stalle i konfesjonały zostały wyrzeźbione przez Szczepana Koniecznego. Poza tym kościół posiada bogate wyposażenie ruchome: rzeźby, obrazy, ornaty z XVIII i XIX wieku. Świątynia posiada również dzwon z 1756 roku, ufundowany przez Lubomirskich i odlany w ludwisarni gdańskiej, sygnowany Joh(ann) Gott(fried). Od 1991 roku w świątyni znajdują się relikwie św. Jana z Kęt.